# Old Man Drinking a Glass of Beer
Old Man Drinking a Glass of Beer er en britisk stumfilm fra 1897 af George Albert Smith.